# Vienna Vikings 2015
Questa voce raccoglie le informazioni riguardanti i Vienna Vikings nelle competizioni ufficiali della stagione 2015.

## Maschile

### Prima squadra

#### Austrian Football League 2015

##### Stagione regolare
| Vienna 22 marzo 2015, ore 15:00 CET 1ª giornata | Vienna Vikings | 26 – 21 (3-0 10-0 13-7 14-0) referto | Tirol Raiders | Hohe Warte Stadion (800 spett.) |

| Praga 11 aprile 2015, ore 16:00 CEST 3ª giornata | Prague Black Panthers | 30 – 31 (7-14 14-7 3-0 6-10) referto | Vienna Vikings | Atletický stadion Slavia |

| Vienna 19 aprile 2015, ore 15:00 CEST 4ª giornata | Vienna Vikings | 47 – 10 (7-0 13-3 13-0 14-7) referto | Danube Dragons | Hohe Warte Stadion |

| Wattens 26 aprile 2015, ore 15:30 CEST 5ª giornata | Tirol Raiders | 30 – 17 (13-7 0-3 7-0 10-7) referto | Vienna Vikings | Gernot-Langes-Stadion (1700 spett.) |

| Graz 9 maggio 2015, ore 13:00 CEST 7ª giornata | Graz Giants | 28 – 41 (7-14 7-10 7-14 7-3) referto | Vienna Vikings | Stadion Eggenberg |

| Vienna 31 maggio 2015, ore 15:00 CEST 10ª giornata | Danube Dragons | 10 – 34 (3-0 7-6 0-21 0-7) referto | Vienna Vikings | Stadion Stadlau (2500 spett.) |

| Vienna 14 giugno 2015, ore 17:30 CEST 11ª giornata | Vienna Vikings | 26 – 21 (0-0 13-7 7-7 6-7) referto | Graz Giants | Hohe Warte Stadion |

| Vienna 20 giugno 2015, ore 18:00 CEST 12ª giornata | Vienna Vikings | 45 – 28 (0-0 13-7 7-7 6-7) referto | Prague Black Panthers | Hohe Warte Stadion (2800 spett.) |

##### Playoff
| Vienna 5 luglio 2015, ore 18:00 CEST Semifinale | Vienna Vikings | 38 – 27 (3-0 14-7 14-0 7-20) referto | Danube Dragons | Hohe Warte Stadion |

| Klagenfurt am Wörthersee 11 luglio 2015, ore 19:00 CEST Austrian Bowl | Vienna Vikings | 0 – 38 (0-7 0-3 0-14 0-14) referto | Tirol Raiders | Wörthersee Stadion (3600 spett.) |
| Marcatori Ebner 11':52" Q1 ( TD ) 13yd pass from Shelton Ebner 06':39" Q1 ( pat ) Wiehberg 00':21" Q2 ( FG ) 17yd S. Platzgummer 10':16" Q3 ( TD ) 13yd run Wiehberg 06':18" Q3 ( pat ) Gärtner 00':37" Q3 ( TD ) 14yd run Wiehberg 00':30" Q3 ( pat ) Gärtner 10':07" Q4 ( TD ) 5yd run Wiehberg 06':16" Q4 ( pat ) Gärtner 05':29" Q4 ( TD ) 3yd run Wiehberg 00':36" Q4 ( pat ) Chris Calaycay Allenatori Shuan Fatah |                | |               |                                  |
| |                | |               |                                  |
| | Marcatori      | Ebner 11':52" Q1 (TD) 13yd pass from Shelton Ebner 06':39" Q1 (pat) Wiehberg 00':21" Q2 (FG) 17yd S. Platzgummer 10':16" Q3 (TD) 13yd run Wiehberg 06':18" Q3 (pat) Gärtner 00':37" Q3 (TD) 14yd run Wiehberg 00':30" Q3 (pat) Gärtner 10':07" Q4 (TD) 5yd run Wiehberg 06':16" Q4 (pat) Gärtner 05':29" Q4 (TD) 3yd run Wiehberg 00':36" Q4 (pat) |               |                                  |
| Chris Calaycay | Allenatori     | Shuan Fatah |               |                                  |

#### BIG6 European Football League 2015

##### Stagione regolare
| Berlino 3 maggio 2015, ore 15:00 2ª giornata | Berlin Adler | 0 – 33 (0-7 0-12 0-7 0-7) | Vienna Vikings | Poststadion (761 spett.) |

| Vienna 17 maggio 2015, ore 15:00 3ª giornata | Vienna Vikings | 23 – 45 (7-21 3-10 0-14 13-0) | Schwäbisch Hall Unicorns | Hohe Warte Stadion (3.200 spett.) |

#### Statistiche di squadra
| Competizione             | %Vittorie | In casa | In casa | In casa | In casa | In casa | In casa | In trasferta | In trasferta | In trasferta | In trasferta | In trasferta | In trasferta | Totale | Totale | Totale | Totale | Totale | Totale |
| Competizione             | %Vittorie | G       | V       | N       | P       | Pf      | Ps      | G            | V            | N            | P            | Pf           | Ps           | G      | V      | N      | P      | Pf     | Ps     |
| ------------------------ | --------- | ------- | ------- | ------- | ------- | ------- | ------- | ------------ | ------------ | ------------ | ------------ | ------------ | ------------ | ------ | ------ | ------ | ------ | ------ | ------ |
| AFL - Stagione regolare  | .875      | 4       | 4       | 0       | 0       | 144     | 80      | 4            | 3            | 0            | 1            | 123          | 98           | 8      | 7      | 0      | 1      | 267    | 178    |
| AFL - Playoff            | .500      | 2       | 1       | 0       | 1       | 38      | 65      | 0            | 0            | 0            | 0            | 0            | 0            | 2      | 1      | 0      | 1      | 38     | 65     |
| BIG6 - Stagione regolare | .500      | 1       | 0       | 0       | 1       | 23      | 45      | 1            | 1            | 0            | 0            | 33           | 0            | 2      | 1      | 0      | 1      | 56     | 45     |
| Totale                   | .750      | 7       | 5       | 0       | 2       | 205     | 190     | 5            | 4            | 0            | 1            | 156          | 98           | 12     | 9      | 0      | 3      | 361    | 288    |

### Seconda squadra

#### AFL - Division I 2015

##### Stagione regolare
| 28 marzo 2015 1ª giornata | Vienna Vikings 2 | 14 – 10 (7-3 0-0 7-0 0-7) | Traun Steelsharks |  |

| 11 aprile 2015 3ª giornata | AFC Rangers Mödling | 30 – 33 (d.t.s.) (14-7 3-3 7-7 3-10 3-6) | Vienna Vikings 2 |  |

| 18 aprile 2015 4ª giornata | Vienna Vikings 2 | 27 – 21 (0-13 6-2 7-0 14-6) | Sankt Pölten Invaders | (100 spett.) |

| 3 maggio 2015 6ª giornata | Haller Löwen | 8 – 58 (0-14 0-24 8-14 0-6) | Vienna Vikings 2 |  |

| 10 maggio 2015 6ª giornata | Vienna Vikings 2 | 23 – 7 (3-0 7-7 13-0 0-0) | AFC Rangers Mödling | (200 spett.) |

| 17 maggio 2015 8ª giornata | Cineplexx Blue Devils | 34 – 3 (7-0 7-3 6-0 14-0) | Vienna Vikings 2 | (1000 spett.) |

| 4 giugno 2015 11ª giornata | Sankt Pölten Invaders | 17 – 35 (3-7 0-14 0-14 14-0) | Vienna Vikings 2 |  |

| 13 giugno 2015 12ª giornata | Vienna Vikings 2 | 20 – 7 (7-0 7-0 0-7 6-0) | Tirol Raiders JV |  |

##### Playoff
| 4 luglio 2015 Semifinale | Vienna Vikings 2 | 13 – 24 (0-7 0-3 0-7 13-7) | AFC Rangers Mödling |  |

#### Statistiche di squadra
| Competizione      | %Vittorie | In casa | In casa | In casa | In casa | In casa | In casa | In trasferta | In trasferta | In trasferta | In trasferta | In trasferta | In trasferta | Totale | Totale | Totale | Totale | Totale | Totale |
| Competizione      | %Vittorie | G       | V       | N       | P       | Pf      | Ps      | G            | V            | N            | P            | Pf           | Ps           | G      | V      | N      | P      | Pf     | Ps     |
| ----------------- | --------- | ------- | ------- | ------- | ------- | ------- | ------- | ------------ | ------------ | ------------ | ------------ | ------------ | ------------ | ------ | ------ | ------ | ------ | ------ | ------ |
| Stagione regolare | .875      | 4       | 4       | 0       | 0       | 84      | 45      | 4            | 3            | 0            | 1            | 129          | 89           | 8      | 7      | 0      | 1      | 213    | 134    |
| Playoff           | .000      | 1       | 0       | 0       | 1       | 13      | 24      | 0            | 0            | 0            | 0            | 0            | 0            | 1      | 0      | 0      | 1      | 13     | 24     |
| Totale            | .778      | 5       | 4       | 0       | 1       | 97      | 69      | 4            | 3            | 0            | 1            | 129          | 89           | 9      | 7      | 0      | 2      | 226    | 158    |

### Terza squadra

#### AFL - Division IV 2015

##### Stagione regolare
| 6 aprile 2015 1ª giornata | Pannonia Eagles | 0 – 3 (0-0 0-3 0-0 0-0) | Vikings Super Seniors | (350 spett.) |

| 11 aprile 2015 2ª giornata | Vikings Super Seniors | 7 – 17 (0-0 0-3 7-7 0-7) | Carnuntum Legionaries | (300 spett.) |

| 3 maggio 2015 5ª giornata | Vienna Knights 2 | 70 – 0 (14-0 42-0 14-0 0-0) | Vikings Super Seniors |  |

| 15 maggio 2015 6ª giornata | Vikings Super Seniors | 0 – 58 (0-20 0-17 0-21 0-0) | Vienna Knights 2 | (350 spett.) |

| 31 maggio 2015 7ª giornata | Vikings Super Seniors | 0 – 51 (0-0 0-25 0-14 0-12) | Pannonia Eagles |  |

| 6 giugno 2015 7ª giornata | Carnuntum Legionaries | 32 – 13 (0-0 23-6 9-0 0-7) | Vikings Super Seniors |  |

#### Statistiche di squadra
| Competizione      | %Vittorie | In casa | In casa | In casa | In casa | In casa | In casa | In trasferta | In trasferta | In trasferta | In trasferta | In trasferta | In trasferta | Totale | Totale | Totale | Totale | Totale | Totale |
| Competizione      | %Vittorie | G       | V       | N       | P       | Pf      | Ps      | G            | V            | N            | P            | Pf           | Ps           | G      | V      | N      | P      | Pf     | Ps     |
| ----------------- | --------- | ------- | ------- | ------- | ------- | ------- | ------- | ------------ | ------------ | ------------ | ------------ | ------------ | ------------ | ------ | ------ | ------ | ------ | ------ | ------ |
| Stagione regolare | .167      | 3       | 0       | 0       | 3       | 7       | 126     | 3            | 1            | 0            | 2            | 16           | 102          | 6      | 1      | 0      | 5      | 23     | 228    |
| Totale            | .167      | 3       | 0       | 0       | 3       | 7       | 126     | 3            | 1            | 0            | 2            | 16           | 102          | 6      | 1      | 0      | 5      | 23     | 228    |

## Femminile

### AFL - Division Ladies 2015

#### Stagione regolare
| 26 settembre 2015 3ª giornata | Vienna Vikings Ladies | 65 – 0 | Schwaz Hammers Ladies |  |

| 3 ottobre 2015 4ª giornata | Graz Giants Ladies | 0 – 53 | Vienna Vikings Ladies |  |

| 18 ottobre 2015 6ª giornata | Vienna Vikings Ladies | 50 – 0 | Danube Dragons Ladies |  |

| 25 ottobre 2015 7ª giornata | Budapest Wolves Ladies | 6 – 50 | Vienna Vikings Ladies |  |

#### Playoff
| 1º novembre 2015 Ladies Bowl | Vienna Vikings Ladies | 26 – 14 | Danube Dragons Ladies |  |

### Statistiche di squadra
| Competizione      | %Vittorie | In casa | In casa | In casa | In casa | In casa | In casa | In trasferta | In trasferta | In trasferta | In trasferta | In trasferta | In trasferta | Totale | Totale | Totale | Totale | Totale | Totale |
| Competizione      | %Vittorie | G       | V       | N       | P       | Pf      | Ps      | G            | V            | N            | P            | Pf           | Ps           | G      | V      | N      | P      | Pf     | Ps     |
| ----------------- | --------- | ------- | ------- | ------- | ------- | ------- | ------- | ------------ | ------------ | ------------ | ------------ | ------------ | ------------ | ------ | ------ | ------ | ------ | ------ | ------ |
| Stagione regolare | 1.000     | 2       | 2       | 0       | 0       | 115     | 0       | 2            | 2            | 0            | 0            | 103          | 6            | 4      | 4      | 0      | 0      | 218    | 6      |
| Playoff           | 1.000     | 1       | 1       | 0       | 0       | 26      | 14      | 0            | 0            | 0            | 0            | 0            | 0            | 1      | 1      | 0      | 0      | 26     | 14     |
| Totale            | 1.000     | 3       | 3       | 0       | 0       | 141     | 14      | 2            | 2            | 0            | 0            | 103          | 6            | 5      | 5      | 0      | 0      | 244    | 20     |